# Mainà vinós
El mainà vinós (Streptocitta burmannicus leucocephalus; syn: Streptocitta leucocephalus) és un tàxon d'ocell de la família dels estúrnids (Sturnidae), que habita camp obert de Tailàndia, Cambodja, Laos i sud del Vietnam. El seu estat de conservació es considera de risc mínim.

## Taxonomia
Segons el Handook of the Birds of the World i la quarta versió de la BirdLife International Checklist of the birds of the world (desembre 2019), aquest tàxon tindria la categoria d'espècie. Tanmateix, altres obres taxonòmiques, com la llista mundial d'ocells del Congrés Ornitològic Internacional (versió 10.1, gener 2020), el consideren encara una subespècie del mainà de Myanmar (Streptocitta burmannicus leucocephalus).
La diferència principal entre ambdós taxons està en el fet que mentre el mainà de Myanmar presenta l'iris de l'ull fosc i el bec de color taronja i negre, el mainà vinós té l'iris blanc i el bec groc.